# Diocletiana
Diocletiana (łac. Dioecesis Diocletianensis) – stolica historycznej diecezji na Bałkanach istniejącej w czasach rzymskich w prowincji Dardania. Diecezji jest lokalizowana na terenie dzisiejszej Serbii lub Kosowa. Obecnie katolickie biskupstwo tytularne ustanowione w 1933 przez papieża Piusa XI. 

## Biskupi tytularni
| Lp. | Biskup                   | Funkcja                             | Od               | Do              |
| --- | ------------------------ | ----------------------------------- | ---------------- | --------------- |
| 1   | Cristoforo Arduino Terzi | emerytowany biskup Apuanii (Włochy) | 10 lipca 1945    | 11 lipca 1971   |
| 2   | Annibale Bugnini         | nuncjusz apostolski                 | 6 stycznia 1972  | 3 lipca 1982    |
| 3   | Pietro Rossano           | biskup pomocniczy Rzymu (Włochy)    | 7 grudnia 1982   | 15 czerwca 1991 |
| 4   | Lorenzo Baldisseri       | nuncjusz apostolski                 | 15 stycznia 1992 | 22 lutego 2014  |
| 5   | Wojciech Załuski         | nuncjusz apostolski                 | 15 lipca 2014    |                 |